# Marseilles-lès-Aubigny
Marseilles-lès-Aubigny is een gemeente in het Franse departement Cher (regio Centre-Val de Loire) en telt 691 inwoners (1999). De plaats maakt deel uit van het arrondissement Bourges.

## Geografie
De oppervlakte van Marseilles-lès-Aubigny bedraagt 9,9 km², de bevolkingsdichtheid is 69,8 inwoners per km².
De onderstaande kaart toont de ligging van Marseilles-lès-Aubigny met de belangrijkste infrastructuur en aangrenzende gemeenten.

## Demografie
Onderstaande figuur toont het verloop van het inwonertal (bron: INSEE-tellingen).

1. ↑  Populations de référence 2022.